# Правно средство
Правно средство је средство, којим суд, углавном у циљу остваривања грађанских права , спроводи право, намеће казну, или доноси другу судску одлуку.
У опште правним надлежностима, закон о средствима се дели на  правно средство (на пример, одређени износ новца у форми накнаде штете) и равноправно средство (на пример, забрана или одређено извршење). Друга врста средстава правне заштите у овим системима је декларативна олакшица, када суд одређује права странака на акцију без наплате штете или равноправне олакшице.
У енглеској и америчкој судској пракси постоји правни принцип који каже да за свако право постији и средство; где нема средства, нема ни права. То јест, законодавци тврде да дају одговарајућа средства  којима штите права. Овај правни принцип је први пут изречен од стране Вилијама Блекстоуна: "Утврђен и непроменљив принцип у законима Енглеске; да за свако право које се погази мора имати одговарајуће средство правне заштите, и свака нанесена штета мора имати одговарајућу одштету"

## Врсте средстава у системима општег права
Постоје три главне категорије средстава заштите у систему општег права. Једна од њих је из енглеских судова и манифестује се у виду исплате новца жртви. Ова исплата се обично назива одштетом. Одштетом се компензује повређена жртва или тужилац, а казнене мере кажњавају оног ко због преваре или намерне радње заслужује казну. Казнене мере у грађанском праву обављају функцију казне у кривичном праву.
Друга категорија средства заштите полази од равноправне надлежности развијене у Енглеском Суду правде. Налог је врста равноправног средства у којој је неко ко закључује уговор приморан да испуни сва обећања која је дао. Два додатна правна средства су равноправно полагање права и конструктивно поверење.
Трећа велика група су декларативна средства. Уобичајени примери су декларативна пресуда и поступак утишавања наслова, ова средства обично укључују одлуку суда о томе како се закон примењује на одређене чињенице без учешћа странака. Судови пружају декларативна средства на разна питања као што су, на пример, да ли особа има правни статус, ко је власник имовине, да ли неки статут има одређено значење, или која су права под уговором.
Поред ове три основне категорије постоје и многе друге (на пример, реформација и опозивање, где се обе ствари баве уговорима чији услови треба да се преправе или уклоне).

## Конкретан случај или одређено унапред
Средстава правне заштите могу бити, и у америчком праву, по правилу, одређена посебно у сваком конкретном случају, узимајући у обзир доста различитих чињеница, укључујући и количину штете која је причињена жртви. Средства такође могу бити одређена унапред за целокупне класе случајева. На пример, може бити одређена фиксна казна за све повреде неке правне норме, без обзира на то колико је штета учињена у конкретном случају.

## Примери
- Штете, које могу да укључују:
  - Накнаду штете
  - Казнене штете
  - Случајне штете
  - Казне
  - Номиналне губитке
- Принудне олакшице
  - Специфични показатељи
  - Забране
  - Реституција
  - Биланс успеха

## Категорије
- Адекватна мера
- Грађанска правна средства заштите
- Кумулативни средство
- Грађанска и политичка права
- Избор средстава правне заштите
- Равноправност
- Равноправна средства
- Изузетна средства
- Хабеас цорпус
- Обједињавање средстава правне заштите
- Провизионо средство